# John Elefante
John Elefante (* 1958 in Levittown, New York) ist ein US-amerikanischer Sänger, Musiker und Produzent.

## Leben
Bekannt wurde er zu Beginn der 1980er Jahre als Sänger und Keyboarder der Progressive-Rock-Band Kansas, mit der er einige Charterfolge hatte. Nach dem Ausstieg von Gitarrist und Hauptsongschreiber Kerry Livgren verließ Elefante die Band. Anschließend produzierte er zusammen mit seinem Bruder Dino Elefante unzählige Alben christlicher Rock- und Metalbands, so für Petra, Barren Cross und Guardian. Die von ihm produzierten Petra-Alben Beyond Belief, Unseen Power und Double Take wurden 1990, 1992 und 2000 jeweils mit dem Grammy Award als bestes Rock-Gospel-Album ausgezeichnet. Die Petra-Alben Petra Praise: The Rock Cries Out und Beyond Belief erreichten außerdem mit über 500.000 in den USA verkauften Exemplaren Gold-Status.
Ende der 1980er Jahre startete er zusammen mit seinem Bruder Dino Elefante das Bandprojekt Mastedon, aus dem vorerst zwei Alben entsprangen. Die Songs schrieb und sang John Elefante; sein Bruder Dino Elefante spielte Gitarre. Die Brüder beteiligten weitere andere bekannte Rockmusiker aus der christlichen Musikszene an dem Projekt.
1995 begann John Elefante seine Solokarriere, aus der bis 2009 drei Alben hervorgingen. Mit den Alben Windows of Heaven im Jahr 1995 und Corridors im Jahr 1997 war er in den Billboard-Charts vertreten.
Für den Film St. Elmo’s Fire (1985) schrieb und produzierte er Young and Innocent. Im Film Tribulation (2000) ist er mit dem Lied If You Just Believe vertreten, das er schrieb, sang und produzierte, außerdem als Produzent von Hearts Of Passion.
Als Schauspieler trat er in dem Film Kansas: Sail On - The 30th Anniversary Collection auf, der 2005 in den USA veröffentlicht wurde.
Im Jahr 2009 erschien sein bisher letztes Album Mastedon 3 mit seiner Band Mastedon, welches in den USA jedoch unter dem Titel Revolution of Mind veröffentlicht wurde. Unter anderem auf dem Album vertreten sind die Gitarristen Dave Amato von REO Speedwagon und Kerry Livgren. Im selben Jahr wurde auch eine remasterte Neuauflage des ersten Mastedon-Releases It’s A Jungle Out There mit 3 Bonustracks auf den Markt gebracht. Beide Alben erschienen in Europa zeitgleich am 6. November 2009 bei Frontiers Records.
Im Sommer 2013 kam mit On my Way to the Sun sein nächstes Solo-Album auf den Markt. David Ragsdale und Rich Wiliams von Kansas wirkten auf dem Album mit.

## Diskografie

### Kansas
- Vinyl Confessions (1982)
- Drastic Measures (1983)
- The Best Of Kansas (1984)

### Mastedon
- It’s A Jungle Out There (1989)
- Lofcaudio (1990)
- It’s A Jungle Out There (Remastered) (2009)
- Mastedon 3 (2009)

### Solo-Alben
- Windows Of Heaven (1995)
- Corridors (1997)
- Defying Gravity (1999)
- On My Way To The Sun (2013)
- The Amazing Grace (2022)